# Dådrans kapell
Dådrans kapell är ett kapell i Dådrans bruk i Västerås stift. Det tillhör Rättviks församling.

## Kyrkobyggnaden
Byggnaden uppfördes åren 1836-1847 som ett brukskapell vid Dådrans bruk. 24 januari 1847 ägde invigningen rum. 1882 uppfördes ett torn av slaggsten. 1962 överlämnades kapellet av Kopparfors AB till Rättviks församling. Kapellet är byggt av natursten och slaggsten och består av långhus med nord-sydlig orientering. I söder finns ett rakt kor och i norr ett kyrktorn. Ytterväggarna är vita och slätputsade. Yttertaket är belagt med glaserat enkupigt lertegel. Tornets övre del är av trä och har tornhuv och spiror klädda med kopparplåt. Kyrkorummet täcks av ett flackt tunnvalv. Väggar och tak är klädda med handhyvlade brädor laserade i ljusgrå nyans. Golvet täcks av klarlackade brädor.

## Inventarier
- En kammarorgel är invigd 16 februari 1868.
- Nuvarande öppna bänkinredning är anskaffad 1960 och hämtad från församlingshemmet i Rättvik.

## Bildgalleri

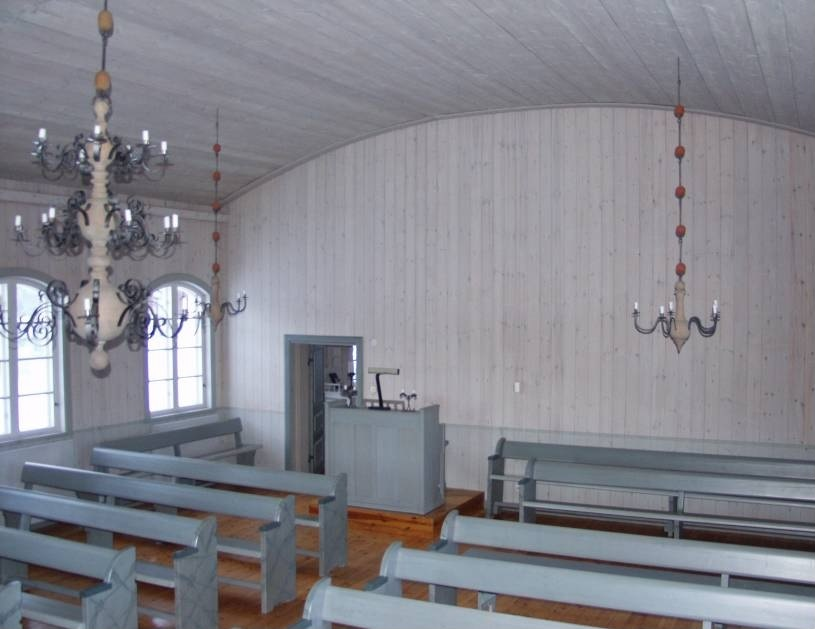
Kyrkorum mot ingången.
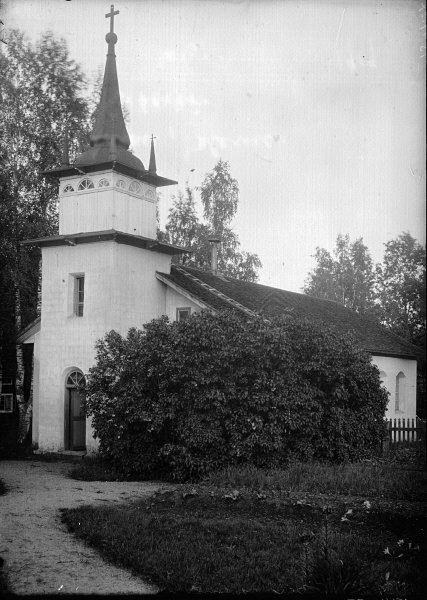
Kapellet år 1919.